# 41 (число)
41 (со́рок оди́н) — натуральне число між 40 і 42.

## Математика
- 13-те просте число
- 7-е просте число Софі Жермен
- 241 = 2199023255552
- Сума перших шести простих чисел

## Наука
- Атомний номер ніобія

## Дати
- 41 рік
- 41 рік до н. е.

## Інші галузі
ASCII-код символу «)»